# Alluttoq
Alluttoq [aˈɬːutːɔq] (nach alter Rechtschreibung Agdlugtoĸ; dänisch Klokkerhuk oder Arveprinsens Ejland) ist eine wüst gefallene grönländische Siedlung im Distrikt Ilulissat in der Avannaata Kommunia.

## Lage
Alluttoq liegt an der südlichen Westküste der gleichnamigen Insel im Inneren der Diskobucht. Der nächste heute noch bewohnte Ort ist das 24 km südsüdöstlich gelegene Oqaatsut.

## Geschichte
Ab etwa 1775 kam Carl Dalager, Kaufmann der Kolonie Jakobshavn in Ilulissat regelmäßig nach Alluttoq, um im Frühjahr Walfang zu betreiben. Da dies offenbar gut gelang, bat der neue Inspektor von Nordgrönland, Johan Friderich Schwabe, darum, einen größeren Versuch zu starten. Er ließ nur ein kleines Wohnhaus errichten, weil die offenen Buchten nördlich und südlich des Orts keine guten Hafenverhältnisse gaben. Weitere Handelsgebäude sollten deswegen in Oqaatsut errichtet werden. Carl Dalager war jedoch nicht einverstanden und es gelang ihm 1783 alle Gebäude in Alluttoq zu errichten. Im Folgejahr verließ er seine Kolonie und zog nach Alluttoq, das ab diesem Jahr eine selbstständige Loge war. Im selben Jahr lebten in Alluttoq 18 grönländische Familien mit insgesamt 105 Personen. Es gab im Ort ein großes und ein kleines Stockwerkshaus sowie ein Speckhaus und ein Kohlenhaus, das als Torfmauerhaus gebaut war. Anfangs gab es einen Arbeitsleiter und sechs bis sieben dänische Walfänger. Ab 1789 waren der Arbeitsleiter, ein Speckschneider, ein Böttcher, ein Koch und vier Matrosen angestellt. Der Walfang war sehr erfolgreich und die Einwohnerzahl stieg bereits nach kurzer Zeit auf 122 Grönländer an. Diese hatten jedoch sonst nur geringe Erträge und mussten zeitweise von den Kolonisten versorgt werden. Nach einer Hungersnot mit einigen Toten im Jahr 1794 zogen viele Einwohner fort, sodass die Einwohnerzahl auf 76 sank. Nach guten Jahren des Walfangs war die Einwohnerzahl 1798 wieder auf 95 gestiegen. Als Carl Dalager 1799 starb, wurde der Kolonialdistrikt Arveprinsens Ejland aufgelöst und die Loge wurde in den Kolonialdistrikt Ritenbenk eingegliedert. Daraufhin gingen auch die Erträge zurück. Die Einwohnerzahl von 90 Personen im Jahr 1805 sank bis 1813 auf 69. Während des Kanonenbootkriegs mangelte es an Fässern, was den Walfang weiter einschränkte. Schließlich musste die Loge 1813 gänzlich aufgegeben werden, woraufhin alle Grönländer wegzogen und nur noch Carl Dalagers Sohn Jens Jacob Dalager mit seiner Familie übrig blieb.
Nach Kriegsende konnte die Loge 1816 wieder eröffnet werden, aber bereits 1819 wurde beschlossen, dass die Angestellten bis auf den Leiter von Frühjahr bis Herbst in der Kolonie Ritenbenk arbeiten sollten. Der Walfang war weiterhin wenig erfolgreich und wurde vor 1840 gänzlich aufgegeben. Alluttoq wurde anschließend 1854 zu einem Udsted, wo das kleinere Stockwerkhaus in ein Wohnhaus mit Laden umgebaut wurde, während das größere abgerissen, nach Qeqertarsuaq verschifft, dort umgebaut und schließlich in Kangersuatsiaq wieder aufgebaut wurde. 1856 lebten 56 Menschen in Alluttoq, die zu diesem Zeitpunkt als eine der ärmsten des ganzen Landes beschrieben wurden. Hinrich Johannes Rink beschrieb die meisten Häuser im Ort als „die ekligsten Karikaturen menschlicher Behausungen“. Um 1870 wurde Alluttoq schließlich aufgegeben. Das Wohnhaus wurde noch einige Jahrzehnte von Reisenden als Quartier genutzt und 1911 als Lagergebäude nach Qeqertaq versetzt.

## Liste der Kolonialangestellten
Folgende Personen waren als Logenverwalter in Alluttoq tätig.
- 1784–1799: Carl Dalager
- 1799–0000: Niels Larsen Lunde
- 1799–1801: Jeppe Andreas Scheen
- 1801–1804: Johannes Winding
- 1804–1805: Ole Adolf Winding
- 1805–1808: Frederik Diderik Sechmann Fleischer
- 1808–1811: Hans Mossin Fleischer
- 1811–1813: Frederik Friedlieb von Rosbach
- 1813–1816: Jens Jacob Dalager (Leiter)
- 1816–1818: Frederik Friedlieb von Rosbach
- 1818–1819: Johan Ritter
- 1819–1821: E. Jens Gottlieb Walerius
- 1821–1823: Claudius Andreas Stephensen
- 1823–1824: Johan Peter Petersen
- 1824–1825: Georg Jacobsen
- 1825–1826: Johan Peter Petersen
- 1826–1828: Jens August Mørch
- 1828–1829: Severin Michael Cortzen
- 1829–1830: Hans Rosing
- 1830–1831: Wilhelm Christian Hansen
- 1831–1833: Henning Bistrup
- 1833–1834: Hans Heinrich Muxoll
- 1836–1838: Søren Bruun Kornerup
- 1838–1839: Hans Heinrich Muxoll
- 1839–1842: Søren Bruun Kornerup
- 1842–1843: Knud Geelmuyden Fleischer
- 1843–1844: Søren Bruun Kornerup
- 1844–1848: Charles Ernest Jacobsen
- 1848–1850: Einar Hansen